# 黄和 (制药工程专家)
黄和 (1974年11月—)，四川省雅安市人，中国工程院院士，中华人民共和国教育部长江学者特聘教授，南京工业大学科学研究部常务副部长、教授，主要从事生物化工领域的研究工作。

## 社会兼职
- 全国青年联合会委员
- 中国生物工程学会副秘书长

## 奖项
- 中国国家技术发明二等奖
- 中国教育部技术发明一等奖